# We Only Make Believe
| Recensione | Giudizio |
| ---------- | -------- |
| AllMusic   | [ 2 ]    |

We Only Make Believe è un album discografico a nome di Conway Twitty e Loretta Lynn (prima collaborazione tra i due artisti), pubblicato dalla casa discografica Decca Records nel marzo del 1971.

## Tracce

### LP
Lato A
1. It's Only Make Believe – 2:35 (Conway Twitty, Jack Nance) – Registrato il 9 novembre 1970 al Bradley's Barn di Mount Juliet, Tennessee
2. We've Closed Our Eyes to Shame – 2:23 (Betty Sue Perry, Doyle Wilburn) – Registrato il 9 novembre 1970 al Bradley's Barn di Mount Juliet, Tennessee
3. I'm So Used to Loving You – 2:45 (Conway Twitty) – Registrato il 10 novembre 1970 al Bradley's Barn di Mount Juliet, Tennessee
4. Will You Visit Me on Sunday – 2:50 (Dallas Frazier) – Registrato il 9 novembre 1970 al Bradley's Barn di Mount Juliet, Tennessee
5. After the Fire Is Gone – 2:37 (L E White) – Registrato il 9 novembre 1970 al Bradley's Barn di Mount Juliet, Tennessee
6. Don't Tell Me You're Sorry – 2:24 (Loretta Lynn) – Registrato l'11 novembre 1970 al Bradley's Barn di Mount Juliet, Tennessee

Lato B
1. Pickin' Wild Mountain Berries – 2:34 (Cliff Thomas, Robert McRee, Ed Thomas) – Registrato l'11 novembre 1970 al Bradley's Barn di Mount Juliet, Tennessee
2. Take Me – 2:50 (Leon Payne, George Jones) – Registrato l'11 novembre 1970 al Bradley's Barn di Mount Juliet, Tennessee
3. The One I Can't Live Without – 2:45 (Frances Rhoades, James Perry Pulliam) – Registrato l'11 novembre 1970 al Bradley's Barn di Mount Juliet, Tennessee
4. Hangin' On – 2:37 (Ira Allen, Buddy Mize) – Registrato il 10 novembre 1970 al Bradley's Barn di Mount Juliet, Tennessee
5. Working Girl – 2:56 (Wes Buchanan) – Registrato il 10 novembre 1970 al Bradley's Barn di Mount Juliet, Tennessee[4]

## Musicisti
It's Only Make Believe / We've Closed Our Eyes to Shame / Will You Visit Me on Sunday / After the Fire Is Gone
- Loretta Lynn - voce
- Conway Twitty - voce
- Ray Edenton - chitarra acustica
- Herman Wade - chitarra elettrica
- John Hughey - chitarra steel
- Hargus Robbins - piano
- Harold Bradley - basso elettrico
- Bob Moore - contrabbasso
- Tommy Markham - batteria
- The Jordanaires (gruppo vocale) - accompagnamento vocale, cori
- Owen Bradley - produttore

I'm So Used to Loving You / Hangin' On / Working Girl
- Loretta Lynn - voce
- Conway Twitty - voce
- Ray Edenton - chitarra acustica
- Herman Wade - chitarra elettrica
- John Hughey - chitarra steel
- Sconosciuto - piano
- Harold Bradley - basso elettrico
- Bob Moore - contrabbasso
- Tommy Markham - batteria
- The Jordanaires (gruppo vocale) - accompagnamento vocale, cori
- Owen Bradley - produttore

Don't Tell Me You're Sorry / Pickin' Wild Mountain Berries / Take Me / The One I Can't Live Without
- Loretta Lynn - voce
- Conway Twitty - voce
- Ray Edenton - chitarra acustica
- Herman Wade - chitarra elettrica
- John Hughey - chitarra steel
- Jerry Smith - piano (brano: The One I Can't Live Without)
- Sconosciuto - piano
- Harold Bradley - basso elettrico
- Bob Moore - contrabbasso
- Tommy Markham - batteria
- The Jordanaires (gruppo vocale) - accompagnamento vocale, cori
- Owen Bradley - produttore[4]
- Jim Williamson - ingegnere delle registrazioni
- Larry Barbier - fotografia copertina album originale[5]

## Classifica
Album
| Anno | Classifica         | Posizione raggiunta |
| ---- | ------------------ | ------------------- |
| 1971 | Billboard 200      | 78                  |
| 1971 | Top Country Albums | 3                   |

Singoli
| Anno | Titolo del brano       | Classifica        | Posizione raggiunta |
| ---- | ---------------------- | ----------------- | ------------------- |
| 1971 | After the Fire Is Gone | Billboard Hot 100 | 56                  |
| 1971 | After the Fire Is Gone | Hot Country Songs | 1                   |